# 蔣智賢
蔣智賢（1988年2月21日—），臺灣職業棒球選手，阿美族，出生於臺東縣。曾有旅美經驗，2016年在中華職棒中信兄弟隊有0.738的單季長打率，曾效力於富邦悍將。他的主要守備位置為三壘手，也能擔任一壘手及二壘手，在美職小聯盟時期亦曾任外野手。
蔣智賢的兄長為曾涉入打假球事件的蔣智聰。

## 經歷
- 高雄市復興國小少棒隊
- 高雄市立五福國民中學青少棒隊
- 高雄市三民高中青棒隊
- 美國職棒波士頓紅襪（新人聯盟－小聯盟2A）
- 美國職棒西雅圖水手（小聯盟2A）
- 美國職棒德州遊騎兵（小聯盟2A）
- 美國職棒巴爾的摩金鶯（小聯盟2A）
- 日本獨立聯盟四國島聯盟plus高知鬥犬（2015上半年）
- 中華職棒中信兄弟（2015年7月28日－2017年12月31日）
- 澳洲棒球聯盟雪梨藍襪（2017年）
- 中華職棒富邦悍將（2018年1月5日－2024年11月29日）

## 職業生涯

### 美國職棒
2005年10月與美國職棒波士頓紅襪簽約，簽約金37.5萬美金。不過三民高中並不知情，仍登錄蔣智賢參與學生聯賽，被抓到違反棒球協會競賽規則「比賽學生不可以跟職棒球團簽約」導致該屆得到亞軍被追回，同屆球員保送甄試資格也遭取消。但學校以事前不知情為由申訴，教育部後來取消處分。

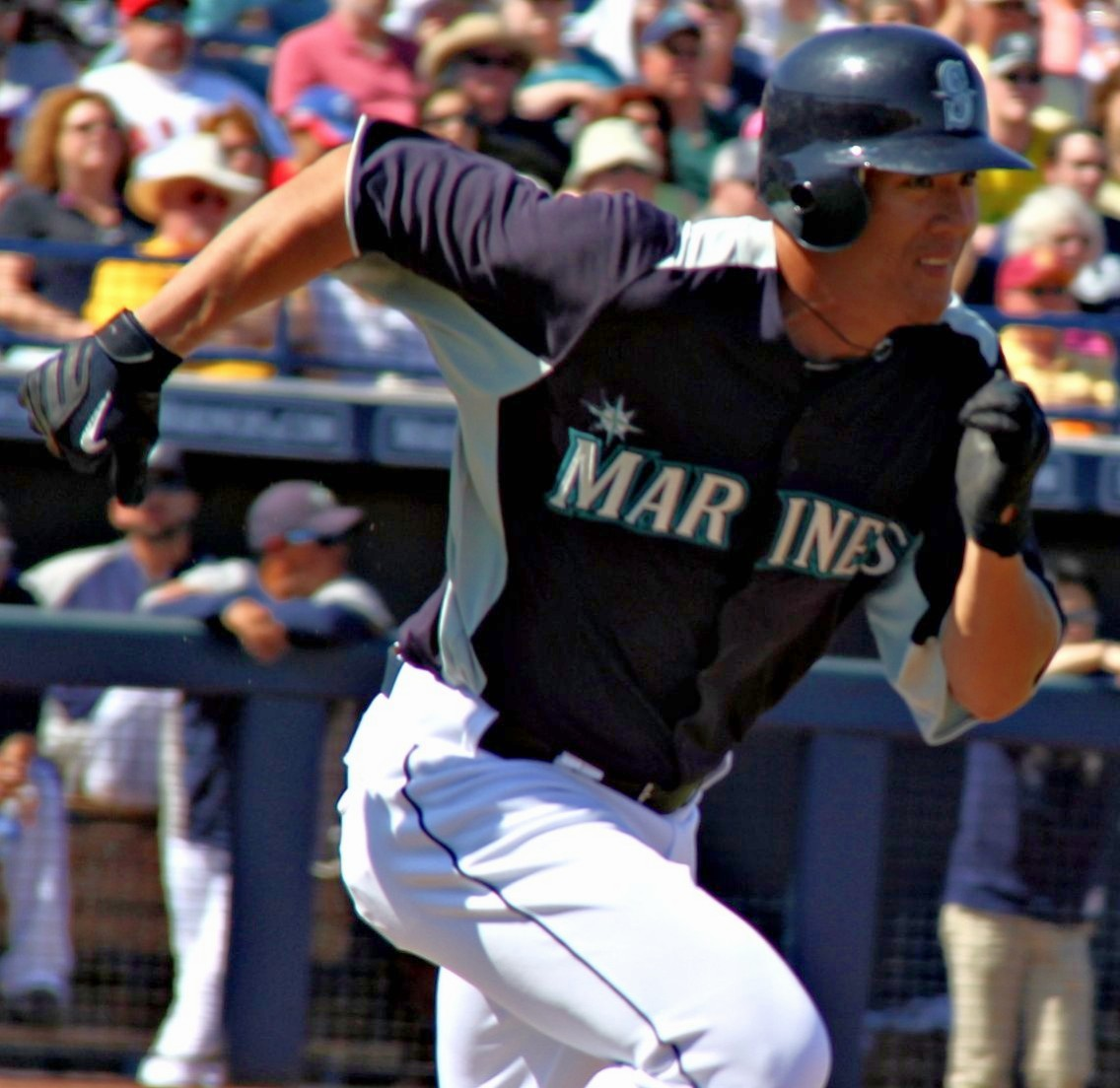
蔣智賢2012年於西雅圖水手隊春訓

2011年季中被交易到西雅圖水手，球季結束後成為自由球員。隔年2月28日，與德州遊騎兵簽下1年的大聯盟合約，但沒有機會登上大聯盟，只在小聯盟2A出賽。在小聯盟的成績為2成63打擊率、2成98上壘率，長打率為4成16，共敲出22支二壘安打，11轟，外帶52分打點，球季結束後遭球隊釋出。

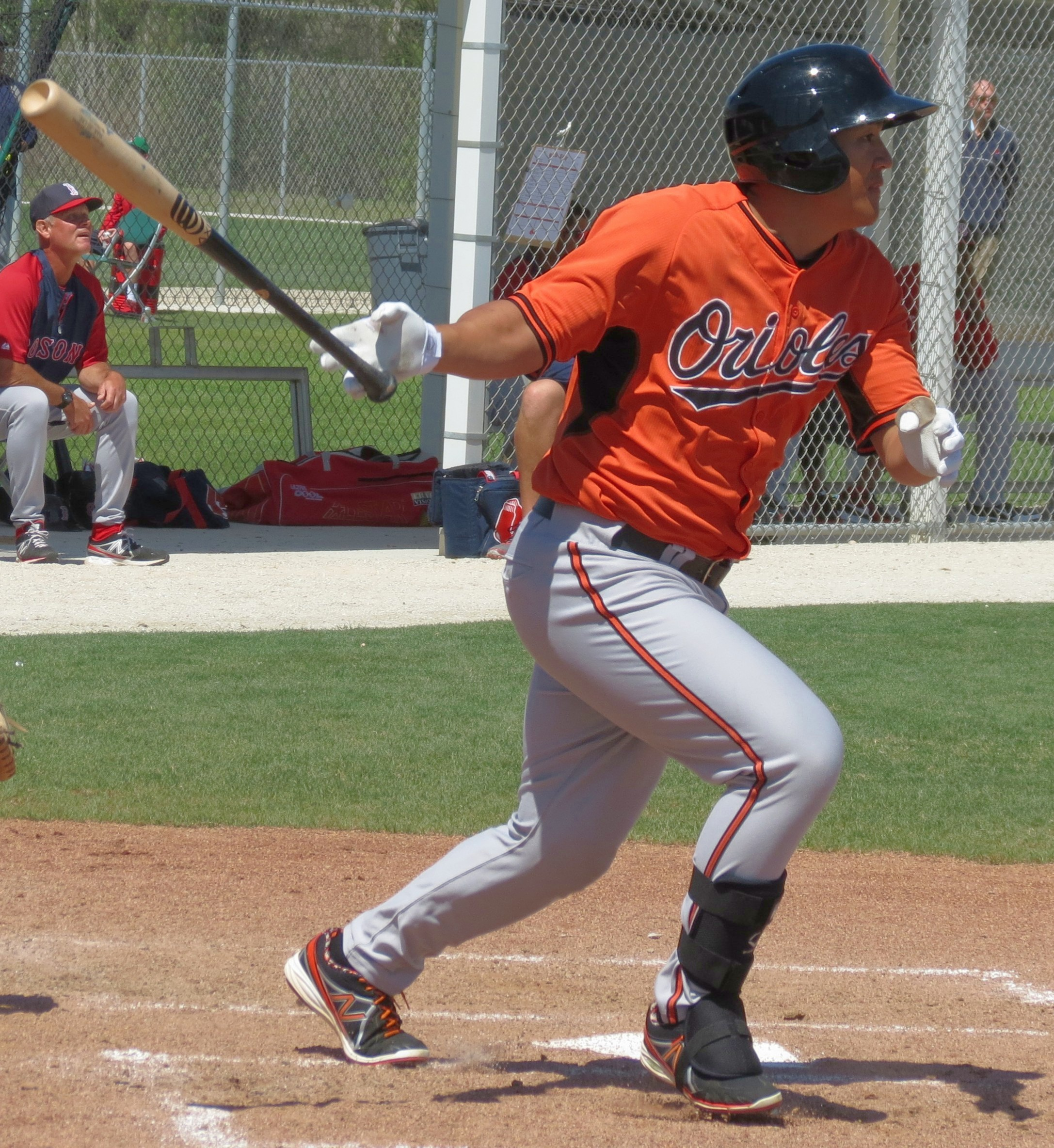
蔣智賢2014年於巴爾的摩金鶯隊小聯盟春訓的打擊

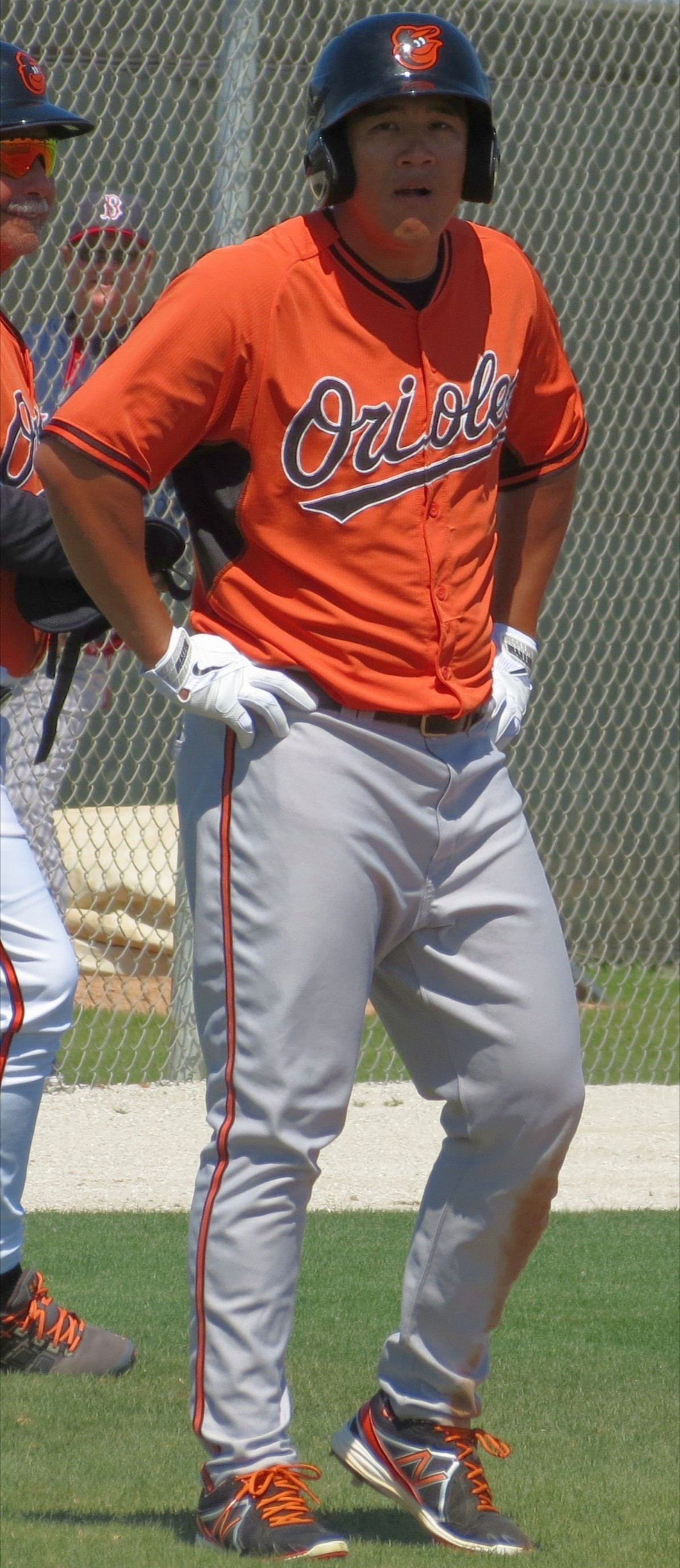
蔣智賢2014年於巴爾的摩金鶯隊小聯盟春訓

2013年11月18日，與巴爾的摩金鶯簽下小聯盟合約。

### 日本獨立聯盟與中華職棒
2015年季前離開了美國職棒，加入日本獨立聯盟的四國島聯盟plus高知鬥犬隊。同年參與中華職棒季中選秀會獲得中信兄弟隊第一輪指名並加盟。
2016年4月23日，於主場臺中洲際棒球場迎戰義大犀牛，蔣智賢連續21場安打，追平前三商虎名將鄭幸生所保持的鯊魚障礙，同時達成聯盟史上第二快開季10轟。但是隔天4月24日同地再戰，於五次打擊機會遭到義大犀牛保送4次，剩下一個打數則是3局下擊出游擊方向高飛球出局，無緣挑戰紀錄。其中9下2出局無人在壘時，義大犀牛教練團下達故意四壞保送戰術，致無緣破紀錄（鯊魚障礙）。中信時期蔣的應援曲為改編自電影《葉問》的主題曲。2016年6月3日，蔣智賢擊出中華職棒個人第100支安打。
2017年賽季尾聲，中信兄弟內部發生了「五虎將事件」蔣智賢也身在其中，不僅被踢出季後挑戰賽陣容，也在季末被中信球團以「戰力不符」遭到釋出。
2018年1月15日，加盟富邦悍將。
2024年11月29日，他未被列入球隊保留名單。

## 特殊事蹟
- 2008年北京奧運棒球第三天賽程（8月15日），中華台北對中國9局打完3：3，在延長賽突破僵局來到第12局時先攻的中華隊拿下4分大局但遭到中國連灌5分大逆轉。蔣智賢延長12局下半防守二壘，面對右外野手張建銘的回傳球，竟然發生要接不接反而讓球砸到屁股而改變方向的「屁股接球」名場面，結果讓擊出安打原本帶有2分打點追平的中國跑回再見的第8分。這場比賽也是中國第一次在國際棒球競賽打敗中華台北。
- 2015年台灣大賽第四戰，蔣智賢單場3安3打點率領中信兄弟打爆Lamigo桃猿先發洋投明星，系列賽取得3比1聽牌優勢，但賽後訪問竟心直口快地表示，對方配球以變化球為主，打擊時就抓變化球打，所以收到不錯的效果。但消息一傳到桃猿耳裡，總教練洪一中立刻撤下先發主力捕手黃浩然（前4戰桃猿投手共丟28分，ERA高達7.81）改由替補的劉時豪先發。劉時豪後3戰蹲捕，桃猿投手群合計僅失6分，ERA低到只有2。G4被爆破的明星更在G7加倍奉還上演台灣大賽第一場無安打完封勝。桃猿上演台灣大賽史上第二次「○●●●○○○」奪下隊史第4座冠軍與第一次衛冕成功。
- 2016年4月23日於洲際棒球場對戰義大犀牛，單場雙響砲追平開幕戰以來連續21場比賽鄭幸生所保持的連續安打紀錄；同時達成開季10支全壘打，聯盟史上第二快。[註 1]
- 2016年台灣大賽第四戰，蔣智賢鎮守三壘防區遭到義大犀牛連續突襲短打，4次嘗試全數安全上壘，導致該役中信兄弟大敗，並產生「打向外野不如點向三壘」這個經典戰術。
- 2017年7月8日於花蓮球場舉辦之中華職棒明星賽，以右打擊出全壘打。
- 2018年9月20日，蔣智賢於富邦悍將作客台南對統一獅之戰6局上半從傅于剛手中揮出左外野深遠安打，卻因為誤以為全壘打（隔天解釋供稱自認被接殺）而放緩跑壘速度，等到發現球回傳到三壘時已經來不及回頭，在二壘前遭到觸殺出局。

## 爭議
2017年11月，因其疑似與女球迷發生不當行為，遭中信兄弟隊釋出，同年底轉戰澳洲棒球聯盟。
2020年2月5日，蔣智賢遭週刊指出，在2019年11月28日的深夜與一名外型亮眼的「雪乳妹」在暗處擁吻。2月13日，富邦悍將球團對蔣智賢予以懲處罰款導致蔣智賢遭戲稱「雪乳」。

## 成棒國手經歷
- 2007年世界盃棒球賽中華成棒隊
- 2008年北京奧運資格賽中華成棒隊
- 2008年北京奧運中華成棒隊
- 2009年世界棒球經典賽中華成棒隊
- 2013年天津東亞運中華成棒隊
- 2014年仁川亞運中華成棒隊
- 2015年世界棒球12強賽中華成棒隊
- 2017年世界棒球經典賽中華成棒隊

## 獲獎與榮譽
- 第十一屆IBA世界青少棒錦標賽打點王
- 2011年入選未來之星明星對抗賽
- 2011年入選東方聯盟明星賽
- 2011年6月東方聯盟單月最佳球員
- 2018年中華職棒打點王

## 生涯成績
| 年度 | 球隊     | 背號 | 出賽 | 打數 | 安打 | 全壘打 | 打點 | 盜壘 | 四死 | 三振 | 壘打數 | 雙殺打 | 打擊率 | 上壘率 | 長打率 | OPS   |
| ---- | -------- | ---- | ---- | ---- | ---- | ------ | ---- | ---- | ---- | ---- | ------ | ------ | ------ | ------ | ------ | ----- |
| 2015 | 中信兄弟 | 11   | 30   | 111  | 34   | 3      | 25   | 0    | 5    | 14   | 49     | 5      | 0.306  | 0.331  | 0.441  | 0.772 |
| 2016 | 中信兄弟 | 11   | 88   | 351  | 141  | 30     | 104  | 2    | 39   | 43   | 259    | 9      | 0.402  | 0.455  | 0.738  | 1.193 |
| 2017 | 中信兄弟 | 11   | 89   | 349  | 117  | 21     | 74   | 3    | 26   | 56   | 206    | 13     | 0.335  | 0.379  | 0.590  | 0.969 |
| 2018 | 富邦悍將 | 42   | 110  | 429  | 142  | 18     | 89   | 2    | 32   | 73   | 234    | 11     | 0.331  | 0.373  | 0.545  | 0.918 |
| 2019 | 富邦悍將 | 42   | 66   | 215  | 68   | 9      | 34   | 0    | 30   | 37   | 112    | 8      | 0.316  | 0.385  | 0.521  | 0.906 |
| 2020 | 富邦悍將 | 5    | 74   | 275  | 85   | 13     | 45   | 0    | 31   | 52   | 136    | 15     | 0.309  | 0.374  | 0.495  | 1.002 |
| 2021 | 富邦悍將 | 5    | 11   | 37   | 10   | 0      | 1    | 0    | 3    | 8    | 14     | 2      | 0.270  | 0.325  | 0.378  | 0.703 |
| 2022 | 富邦悍將 | 11   | 27   | 83   | 20   | 3      | 9    | 0    | 10   | 20   | 33     | 3      | 0.241  | 0.323  | 0.398  | 0.721 |
| 2023 | 富邦悍將 | 11   | 27   | 66   | 13   | 0      | 4    | 0    | 8    | 14   | 16     | 4      | 0.197  | 0.284  | 0.242  | 0.526 |
| 2024 | 富邦悍將 | 11   | 26   | 69   | 16   | 0      | 6    | 0    | 4    | 13   | 16     | 3      | 0.232  | 0.274  | 0.232  | 0.506 |
| 合計 | 10年     | －   | 548  | 1985 | 646  | 97     | 391  | 7    | 188  | 330  | 1076   | 73     | 0.325  | 0.381  | 0.542  | 0.923 |

- 紅色代表歷年單季最高

## 外部連結
- 蔣智賢在台灣棒球維基館上的頁面（繁體中文）
- 蔣智賢在中華職棒
- 蔣智賢在Baseball-Reference.com（小聯盟以及海外聯盟）（英语）
- 蔣智賢在The Baseball Cube（英语）
- 蔣智賢在Olympedia（英语）
- 蔣智賢的Facebook專頁
- 蔣智賢的Instagram帳戶

| 獎項                 | 獎項                                       | 獎項               |
| -------------------- | ------------------------------------------ | ------------------ |
| 前任： 王柏融        | 中華職棒打點王 2018年                      | 繼任： 林益全      |
| 前任： 林智平 陳鏞基 | 中華職棒最佳十人獎（三壘手） 2016年 2018年 | 繼任： 陳鏞基 林立 |